# Laura Ingraham
Laura Ingraham (Glastonbury, Connecticut; 19 de junio de 1963) es una locutora de radio, escritora y propagandista estadounidense. Su programa de radio, sindicado a nivel nacional, The Laura Ingraham Show, se transmite en Estados Unidos por el Talk Radio Network.

## Carrera
Antes de graduarse trabajó como miembro de la The Dartmouth Review. En su último año fue redactora jefe de la revista.
A finales de la década de 1980, Ingraham trabajó escribiendo discursos para la administración de Ronald Reagan como consejera de política doméstica (Domestic Policy advisor). Fue, brevemente, editora de The Prospect, una revista de Concerned Alumni of Princeton. Después de recibir su Juris Doctor de la University of Virginia School of Law en 1991, trabajó como asistente legal del juez Ralph K. Winter, Jr. en la U.S. Court of Appeals for the Second Circuit en Nueva York y luego como secretaria del juez Clarence Thomas en la Corte Suprema de los Estados Unidos. Después trabajó como abogada defensora privada en la firma establecida en Nueva York Skadden, Arps, Slate, Meagher & Flom.  
A fines de la década de 1990 se convirtió en comentadora de CBS y anfitriona del programa de MSNBC Watch It!, del cual bromea diciendo que debió haberse llamado Watch It Get Canceled! (Véanlo ser Cancelado) Apareció en la portada de 1995 del The New York Times Magazine en una mini falda color leopardo — sobre la cual bromeaba diciendo que era Smithsonian — para un artículo sobre atraer a jóvenes conservadores. 
Es autora de tres libros.

### Locutora de Radio
Ingraham lanzó el The Laura Ingraham Show en abril de 2001, el cual se escucha en 306 estaciones de radio y en SIRIUS Satellite Radio y XM Satellite Radio. Originalmente el programa estaba sindicado al Westwood One de Infinity (actual CBS), pero actualmente está sindicado al Talk Radio Network. Ingraham es la presentadora invitada oficial de The O'Reilly Factor en Fox News Channel y hace una contribución semanal con su segmento "The Ingraham Angle." Laura fue la anfitriona de un programa de tres semanas en junio de 2008 llamado "Just In with Laura Ingraham".
Desde 2008, Laura Ingraham está clasificada como la número seis entre los conductores de radio en Estados Unidos por la revista Talkers Magazine. Estuvo en el puesto número cinco en el pasado en la misma publicación.
Ingraham es representada por el Executive Speakers Bureau of Memphis, Tennessee, y recibe entre $20,000-30,000 por aparición.

### Libros
- The Hillary Trap: Looking for Power in All the Wrong Places (La trampa Hillary: Buscando el poder en todos los lugares equivocados) publicado el 25 de diciembre de 2005, mientras la autora era presentadora del programa de conversación en MSNBC. Presenta a Hillary Clinton como un ejemplo de las "trampas" en que las mujeres pueden encontrar.

- Shut Up and Sing: How Elites from Hollywood, Politics, and the U.N. are Subverting America (Cállate y canta: Como las elites de...) publicado el 25 de octubre de 2003. Describe cómo las actividades liberales trabajan principalmente en el entretenimiento, la academia y los medios.

- Power to the People, (Poder para el pueblo) publicado el 11 de septiembre de 2007, se centra en lo que Ingraham llama la "pornificación" de Estados Unidos, y explica la importancia de estar involucrado con la cultura. Discute valores conservadores relativos a la vida familiar, la educación y el patriotismo.[7]

## Vida privada

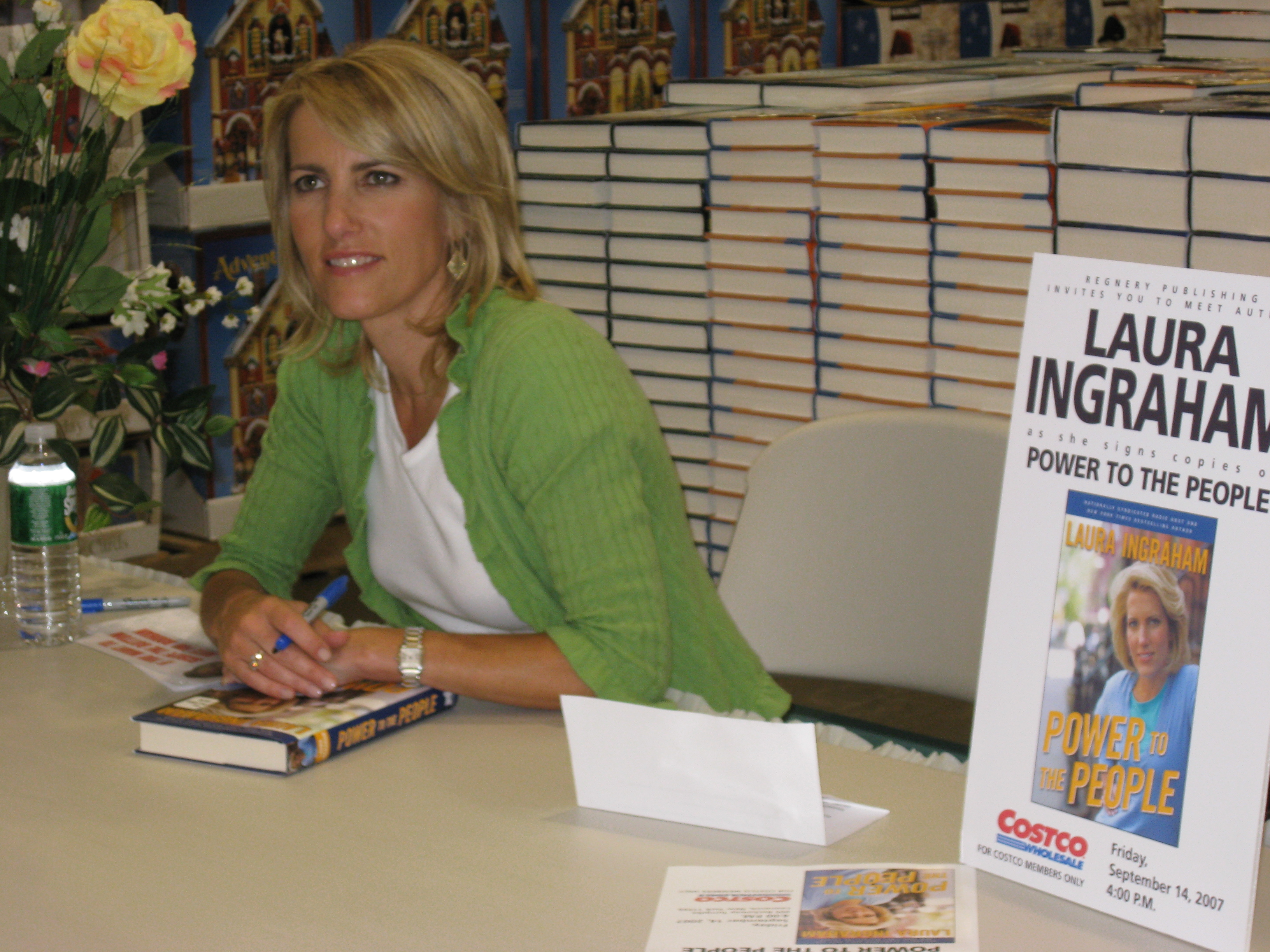
Laura Ingraham en la firma de su libro Power To The People en Lawrence, NY, Costco.

Ingraham creció en una familia de clase media en Glastonbury, Connecticut y se graduó de Glastonbury High School en 1981.
Ingraham obtuvo un título de grado en Dartmouth College en 1985 y se tituló como abogada en la University of Virginia School of Law en 1991.
Ingraham estuvo comprometida con Dinesh D'Souza, escritor conservador y exalumno de Dartmouth, y ha salido con el exsenador Demócrata por Nueva Jersey 
Robert Torricelli y con el conductor de MSNBC Keith Olbermann.
En abril de 2005, anunció que estaba comprometida con el empresario James V. Reyes, con una boda planeada para mayo o junio de ese año. El 26 de abril de 2005 anunció que debía someterse a cirugía por cáncer de mamas. El 11 de mayo de 2005, Ingraham contó a los radioescuchas que su compromiso con Reyes había sido cancelado, diciendo que fue relacionado con su diagnóstico de cáncer de mamas. A pesar de la ruptura, ella dice que ambos siguen siendo buenos amigos, y dijo a los radioescuchas en 2006 que se encuentra con buena salud.
Se convirtió al catolicismo. En mayo de 2008, Ingraham inició los procedimientos para adoptar a una niña de Guatemala, a la que nombró Maria Caroline.